# Skorpiovenator
Skorpiovenator („lovec štírů“) byl rod abelisauridního teropoda z kladu Brachyrostra, žijícího v období rané pozdní křídy (geologický stupeň cenoman až turon) na území dnešní Argentiny.

## Objev a popis

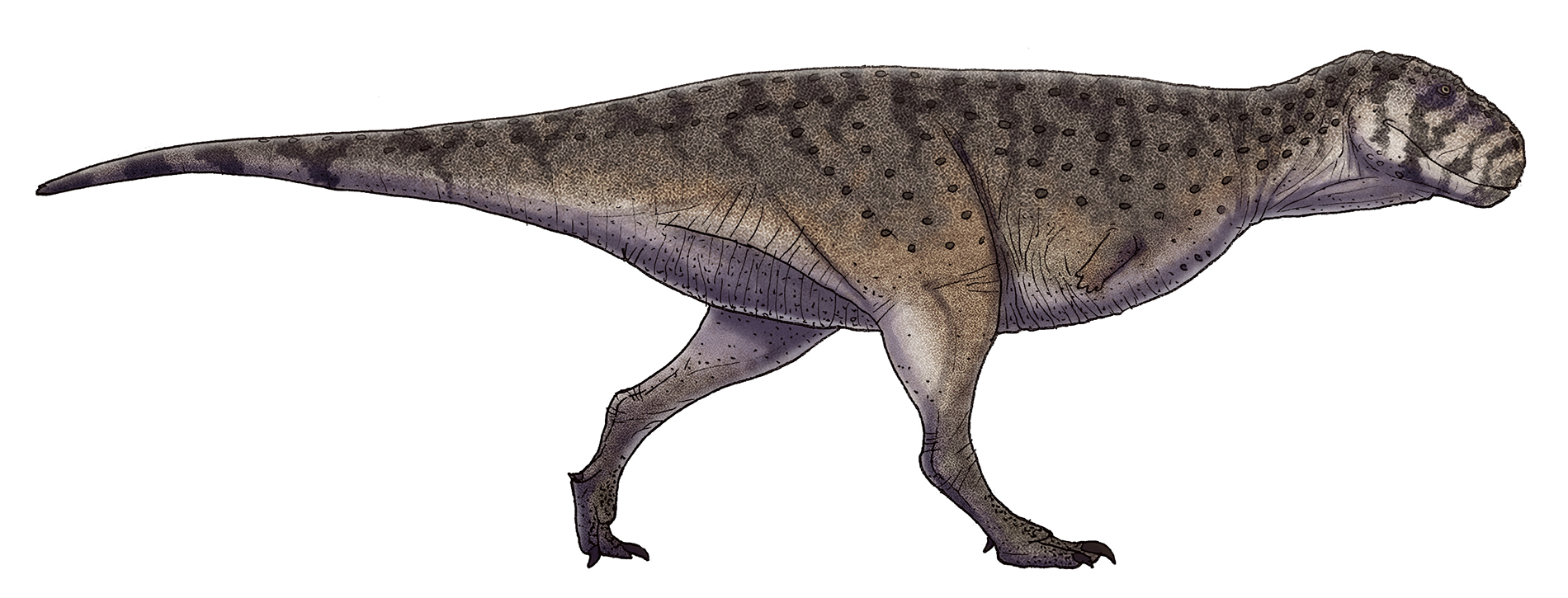
Skorpiovenator bustingorryi – rekonstrukce celkového vzezření.

Typový druh Skorpiovenator bustingorryi byl formálně popsán v roce 2009 (ačkoliv online verze popisu se objevila již na konci roku 2008) na základě téměř kompletní kostry, postrádající pouze větší část kostí předních končetin a části ocasu. Fosilie tohoto teropoda byly objeveny v patagonském souvrství Huincul, žil tedy asi před 99 až 89 miliony let. podle původních odhadů byl dlouhý zhruba 7,5 až 9 metrů a vážil asi 1,67 tuny. Je pravděpodobné, že sdílel ekosystémy s obřím teropodem mapusaurem a dalším abelisauridem rodu Ilokelesia.
Vědecká práce zaměřená na velikost a tvarovou rozmanitost abelisauridů, publikovaná začátkem roku 2017 udává pro typový exemplář skorpiovenatora délku 6 až 6,2 metru. Jednalo se tedy spíše o středně velkého zástupce této skupiny.

## Etymologie

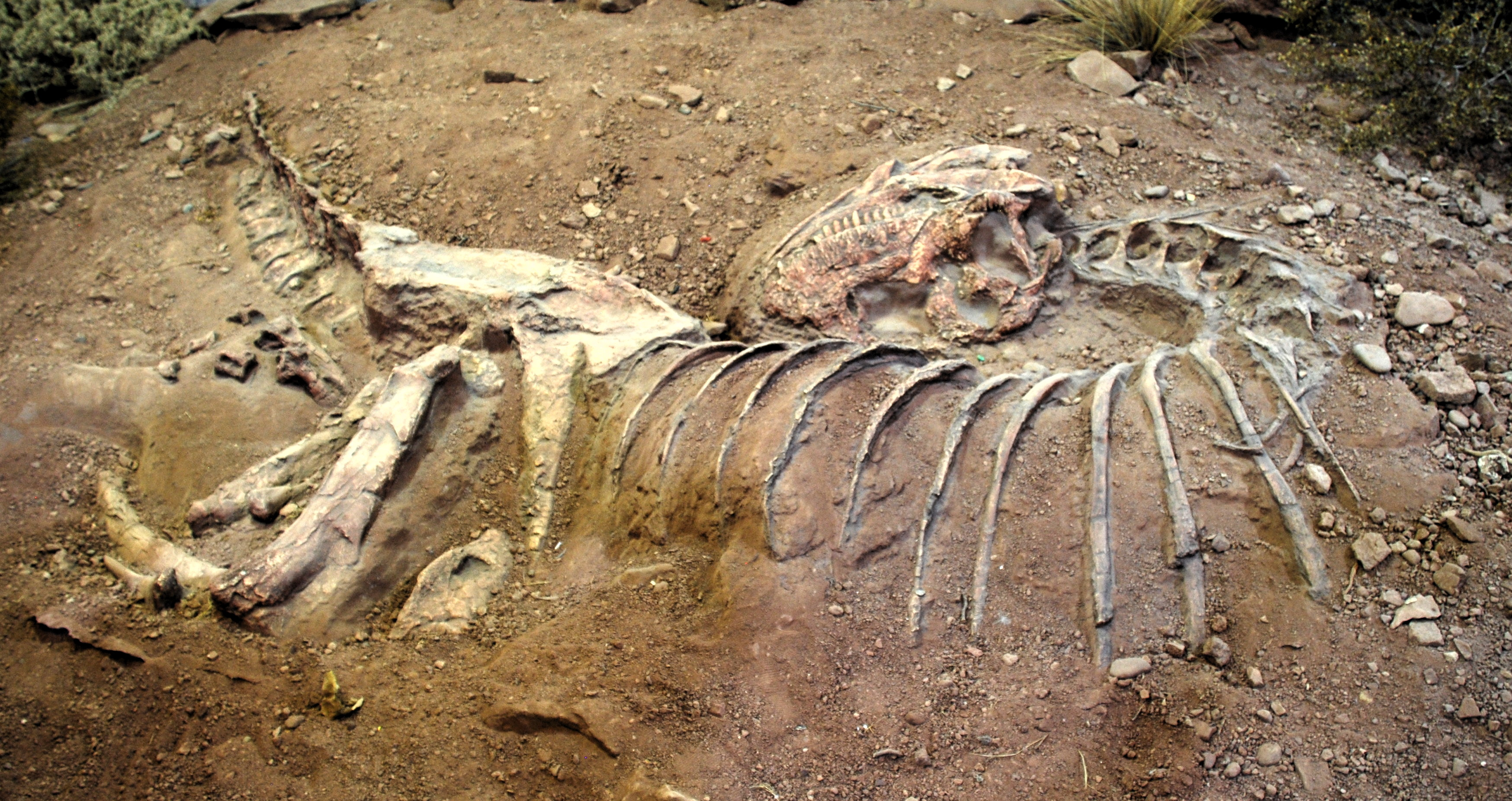
Fosilní kostra skorpiovenatora.

Název Skorpiovenator („lovec štírů“) je odvozen od faktu, že se na nalezišti vědci v průběhu vykopávek setkali s četnými štíry. S. bustingorryi je dle autorů publikace zástupcem nově ustanoveného kladu Brachyrostra, podobně jako například brazilský druh Thanos simonattoi.

### Česká literatura
- SOCHA, Vladimír (2021). Dinosauři – rekordy a zajímavosti. Nakladatelství Kazda, str. 75.